# Milagros Moy
Milagros Alicia Moy Alvarado (Lima, 17 de octubre de 1975) es una deportista (voleibolista) peruana que juega como Punta/Receptora y que formó parte de la Selección femenina de voleibol del Perú. Actualmente está sin equipo.

## Carrera
Milagros jugó para el equipo alemán "Rote Raben Vilsbiburg" para la temporada 2008/09.
Para la temporada 2009/2010, jugó con Valeriano Alles Menorca Volei en España Superliga Femenina de Voleibol.
Moy retornó para jugar en la liga peruana, jugando para el club Universidad César Vallejo.

## Clubes
| Club                          | País     | Año       |
| ----------------------------- | -------- | --------- |
| ABC San Felipe                | Perú     | 1989-1995 |
| Preca Brummel Cislago         | Italia   | 1996-1997 |
| Benidorm                      | España   | 2001-2003 |
| Albacete                      | España   | 2003-2006 |
| Gran Canaria Hotel Cantur     | España   | 2006-2008 |
| Rote Raben                    | Alemania | 2008-2009 |
| Valeriano Alles Menorca Volei | España   | 2009-2010 |
| Castellana Grotte             | Italia   | 2010-2011 |
| Esse-ti La Nef Loreto         | Italia   | 2011-2012 |
| Universidad César Vallejo     | Perú     | 2012-2015 |
| Regatas Lima                  | Perú     | 2015-2017 |
| Sporting Cristal              | Perú     | 2017-2019 |
| Sport Real                    | Perú     | 2019-2020 |

## Resultados

### Senior Team
- 1996 Olympic Games — 11th place
- 1999 FIVB World Cup — 10th place
- 2000 Olympic Games — 11th place
- 2005 Bolivarian Games,  Gold Medal
- 2006 World Championship — 20th place
- 2007 FIVB World Cup — 11th place

### Clubs
- 2009 German Cup -  Champion, with Rote Raben
- 2012 Coppa Italia A2 -  Champion, with Esse-ti La Nef Loreto